# The Art Box
The Art Box – zbiór wszystkich albumów oraz dodatkowych nagrań, w tym remiksów wykonanych przez różnych muzyków, progresywnego i awangardowego tria brytyjskiego Art Bears.
Zestaw przygotowywany był pod koniec 2003 r. i został wydany w 2004 r.
Trzy pierwsze dyski odpowiadają oryginalnym analogowym winylowym wydaniom; utwory został tylko poddane remasteringowi. Dodatkowe utwory Art Bears – niewydane lub wydane tylko na singlach oraz koncertowe – zostały umieszczone na dyskach 4, 5 i 6.
Dyski te zawierają także zremiksowane utwory, dla których podstawą były nagrania Art Bears.

## Dyski, muzycy i inne dane

### Dysk 1: Hopes and Fears
| 1.  | On Suicide        | 1:27  |
|     |                   |       |
| 2.  | The Dividing Line | 4:11  |
|     |                   |       |
| 3.  | Joan              | 3:06  |
|     |                   |       |
| 4.  | Maze              | 5:06  |
|     |                   |       |
| 5.  | In Two Minds      | 8:58  |
|     |                   |       |
| 6.  | Terrain           | 3:49  |
|     |                   |       |
| 7.  | The Tube          | 3:05  |
|     |                   |       |
| 8.  | The Dance         | 5:09  |
|     |                   |       |
| 9.  | Pirate Song       | 1:28  |
|     |                   |       |
| 10. | Labyrinth         | 2:15  |
|     |                   |       |
| 11. | Riddle            | 2:49  |
|     |                   |       |
| 12. | Moeris Dancing    | 5:15  |
|     |                   |       |
| 13. | Piers             | 2:12  |
|     |                   |       |
|     |                   | 48:50 |
|     |                   |       |
- Czas 48:58

#### Muzycy
Zespół
- Dagmar Krause – wokal
- Fred Frith – gitary, skrzypce, instrumenty klawiszowe, altówka
- Chris Cutler – perkusja, zelektryfikowana perkusja, instrumenty perkusyjne.

Goście
- Georgie Born – gitara basowa, wiolonczela, drugi głos w „Maze”
- Lindsay Cooper – fagot, obój, saksofon sopranowy, flety (ang. recorders)
- Tim Hodgkinson – organy, klarnet, pianino na „Pirate Song"

### Dysk 2: Winter Songs
| 1.  | The Bath of Stars  | 1:45  |
|     |                    |       |
| 2.  | First Things First | 2:50  |
|     |                    |       |
| 3.  | Gold               | 1:41  |
|     |                    |       |
| 4.  | The Summer Wheel   | 2:47  |
|     |                    |       |
| 5.  | The Slave          | 3:38  |
|     |                    |       |
| 6.  | The Hermit         | 2:59  |
|     |                    |       |
| 7.  | Rats and Monkeys   | 3:24  |
|     |                    |       |
| 8.  | The Skeleton       | 3:11  |
|     |                    |       |
| 9.  | The Winter Wheel   | 3:06  |
|     |                    |       |
| 10. | Man and Boy        | 3:21  |
|     |                    |       |
| 11. | Winter/War         | 3:05  |
|     |                    |       |
| 12. | Force              | 0:54  |
|     |                    |       |
| 13. | Three Figures      | 1:51  |
|     |                    |       |
| 14. | Three Wheels       | 3:35  |
|     |                    |       |
|     |                    | 38:07 |
|     |                    |       |
- Czas 38:14

#### Muzycy
- Dagmar Krause – wokal
- Fred Frith – gitary, skrzypce, instrumenty klawiszowe, ksylofon
- Chris Cutler – perkusja, instrumenty perkusyjne.

### Dysk 3: The World as It Is Today
| 1.  | The Song of Investment Capital Overseas         | 2:38  |
|     |                                                 |       |
| 2.  | TRUTH                                           | 2:56  |
|     |                                                 |       |
| 3.  | FREEDOM                                         | 3:25  |
|     |                                                 |       |
| 4.  | (Armed) PEACE                                   | 2:30  |
|     |                                                 |       |
| 5.  | CIVILISATION                                    | 4:52  |
|     |                                                 |       |
| 6.  | DEMOCRACY                                       | 2:22  |
|     |                                                 |       |
| 7.  | The Song of the Martyrs                         | 4:09  |
|     |                                                 |       |
| 8.  | LAW                                             | 0:51  |
|     |                                                 |       |
| 9.  | The Song of the Monopolists                     | 1:48  |
|     |                                                 |       |
| 10. | The Song of the Dignity of Labour under Capital | 2:27  |
|     |                                                 |       |
| 11. | ALBION AWAKE!                                   | 4:08  |
|     |                                                 |       |
|     |                                                 | 32:06 |
|     |                                                 |       |
- Czas 32:11
- Zachowane zostały wielkie litery w niektórych tytułach według oryginału

#### Muzycy
- Dagmar Krause – wokal
- Fred Frith – gitary, skrzypce, instrumenty klawiszowe, altówka
- Chris Cutler – perkusja, zelektryfikowana perkusja, instrumenty perkusyjne.

#### Wznowienie
Dotyczy trzech powyższych albumów
- 24-bitowy transfer z oryginałów: Matt Murmann w Phoenix, Arizona, lato 2003
- Remastering: Bob Drake w studio Midi Pyrenees, Francja, październik 2003
- Wkładka do CD: Chris Cutler
- Projekt graficzny: Tim Schwartz

### Dysk 4: Revisited (1)
| 1.  | Jon Rose – „The Violin in Winter”                                                  | 3:49    |
|     |                                                                                    |         |
| 2.  | Ossatura – „Tranne Lacrimae”                                                       | 4:12    |
|     |                                                                                    |         |
| 3.  | Otomo Yoshihide/Ground Zero – „On Suicide”                                         | 5:49    |
|     |                                                                                    |         |
| 4.  | Massimo Simonini – „Artico & Baci”                                                 | 3:37    |
|     |                                                                                    |         |
| 5.  | When/Lars Pedersen – „The Tube”                                                    | 2:44    |
|     |                                                                                    |         |
| 6.  | Warrick Swinney/Kalahari Surfers/DJ Ballard – „Rats and Monkeys Remix”             | 3:15    |
|     |                                                                                    |         |
| 7.  | John Oswald – „Time/Bye”                                                           | 5:01    |
|     |                                                                                    |         |
| 8.  | Chris Cutler – „Three Bear Rooms”                                                  | 4:49    |
|     |                                                                                    |         |
| 9.  | Roberto Musci/Giovanni Venosta/Massimo Mariani – „The World as It Hopes in Winter” | 3:55    |
|     |                                                                                    |         |
| 10. | The Residents – „The Bath of Stars/The Skeleton”                                   | 4:51    |
|     |                                                                                    |         |
| 11. | Yasushi Utsunomiya – „Tokusa-no-kandakara (91 pieces of 'C')”                      | 3:02    |
|     |                                                                                    |         |
| 12. | Herb Heinz – „The Skeleton”                                                        | 2:59    |
|     |                                                                                    |         |
| 13. | Martin Archer – „Long Winter”                                                      | 5:03    |
|     |                                                                                    |         |
| 14. | Jon Leidecker/Wobbly – „Winter/War/Force”                                          | 4:09    |
|     |                                                                                    |         |
| 15. | Fred Frith – „Everything Again”                                                    | 4:14    |
|     |                                                                                    |         |
| 16. | Jocelyn Robert – „Coquelicot”                                                      | 7:17    |
|     |                                                                                    |         |
| 17. | Art Bears – „Collapse"¹                                                            | 4:51    |
|     |                                                                                    |         |
| 18. | Art Bears – „All Hail"¹                                                            | 4:08    |
|     |                                                                                    |         |
|     |                                                                                    | 1:17:45 |
|     |                                                                                    |         |
- Czas 77:54
- ¹ Dodatkowe utwory (z singla Art Bears i samplera Recommended)

#### Muzycy; dodatkowi muzycy
1.Jon Rose – skrzypce, pianino
2.Elio Martusciello
2.Maurizio Martusciello
2.Fabrizio Spera – perkusja
2.Luca Venitucci
3.Sachiko M – „sine-wave sampling"
3.Eto Naoko – preparowane pianino
3.Kikuchi Naruyoshi – saksofon tenorowy
11.Yasushi Utsunomiya – subwokal
11.Kiyomi Yamada -wokal, skrzypce, praca polowa, kreskówka, projektowanie
11.Tetsuji Hayashi – shou, hichiriki, asystent
11.Kouryu Koukiji – subwokal
11.Sakura Koukiji – głos psa
11.Mitsutarou Inagaki – dźwięk pszczoły
12.Herb Heinz – różne pudła Midi, gitara
13.Martin Archer – cyfrowe pianino, elektronika
16.Jocelyn Robert – nagrania polowe
17, 18.Art Bears:
- Dagmar Krause – wokal
- Fred Frith – gitary, skrzypce, instrumenty klawiszowe, altówka
- Chris Cutler – perkusja, zelektryfikowana perkusja, instrumenty perkusyjne.

#### Informacje nagraniowe
1. Nagrany latem 1998
2. Nagrany na koncercie w Rzymie, 1979 (utwór Art Bears); koncert w Bourges, maj 1998; w Rzymie, grudzień 1998
3. Nagrany w GOK Sound, Tokio, 10 listopada 1998
4. Nagrany w domu Massimo Simoniniego, styczeń 2000
5. Nagrany w M.O.R.I.A., Oslo, luty 1999
6. Nagrany w marcu 1999
7. Nagrany w marcu 1999
8. Nagrany w styczniu 1996
9. Nagrany w Loa Studios i Fx Studio, Mediolan, styczeń 2000
10. Nagrany w styczniu 2000
11. Nagrany w Studio Nirvana, 2000
12. Nagrany w IS Productions, Oakland, Kalifornia, lipiec 2000
13. Nagrany w Telecottage & Sound Kitchen Studios, Sheffield, lato 2000
14. Nagrany w sierpniu 2000
15. Nagrany w Tonstudio Jankowski, Stuttgart, 13 lipca, 2000
16. Nagrany w CannedGods Mobile, wrzesień 2000
17. Nagrany w Kaleidophon Studios, Londyn, zima 1979
18. Nagrany w Kaleidophon Studios, Londyn, zima 1979

### Dysk 5: Revisited (2)
| 1.  | Roger Kleier – „Armed Peace Remix”               | 2:36  |
|     |                                                  |       |
| 2.  | Bob Drake – „Song of the Monopolists"            | 1:16  |
|     |                                                  |       |
| 3.  | Andrea Rocca – „The Three Wheels Remix”          | 2:45  |
|     |                                                  |       |
| 4.  | Victor Rua – „Gold”                              | 1:27  |
|     |                                                  |       |
| 5.  | Stevan Tickmayer – „Monopolists Democracy”       | 4:10  |
|     |                                                  |       |
| 6.  | Brian Woodbury – „The Fourth Wheel”              | 1:06  |
|     |                                                  |       |
| 7.  | Chris Cutler – „The Three Figures”               | 2:56  |
|     |                                                  |       |
| 8.  | Bob Drake – „First Things First”                 | 4:24  |
|     |                                                  |       |
| 9.  | Anne Gosfeld – „All Is Encompassed in the Night” | 1:35  |
|     |                                                  |       |
| 10. | Anne Gosfeld – „All Is Encompassed in the Night” | 1:35  |
|     |                                                  |       |
| 11. | Anne Gosfeld – „All Is Encompassed in the Night” | 1:37  |
|     |                                                  |       |
| 12. | Biota – „The Summer Mix”                         | 4:08  |
|     |                                                  |       |
| 13. | Biota – „The Summer Mix”                         | 2:47  |
|     |                                                  |       |
| 14. | Biota – „The Summer Mix”                         | 4:10  |
|     |                                                  |       |
| 15. | Biota – „The Summer Mix”                         | 3:09  |
|     |                                                  |       |
| 16. | Thomas Dimuzio – „Democracy Remix”               | 4:26  |
|     |                                                  |       |
| 17. | Christian Marclay – „Some Truth”                 | 4:51  |
|     |                                                  |       |
| 18. | Art Bears – „Rebirth"¹                           | 1:40  |
|     |                                                  |       |
|     |                                                  | 50:38 |
|     |                                                  |       |
- Czas 50:51
- ¹ Dodatkowy utwór Art Bears – do tej pory niewydany

#### Dodatkowi muzycy
2. Bob Drake – pedały basowe organów Salina
3. Andrea Rocca – szumy ambient, gitara elektryczna
4. Vitor Rua – flet basowy, preparowane pianino, wirtualna orkiestra, elektronika
5. Stevan Tickmayer – wirtualne instrumenty
6. Brian Woodbury – gitara basowa, pianino, syntezator Microkorg/Vocoder, moduł Roland XV-3080, wokal

#### Informacje nagraniowe
1. Nagrany 22 stycznia 2003
2. Nagrany w Studio Midi-Pyrenees, lato 2003
3. Nagrany w Rzymie, lato 2003
4. Nagrany w Telectu's Studio, Lizbona, wrzesień 2003
5. Nagrany w The Rusty Scupper, Los Angeles, sierpień 2003
6. Nagrany w Studio Midi-Pyrenees, wrzesień 2003
7. Nagrany w Studio Midi-Pyrenees, lato 2003
8. Nagrany w pracowni Stevana Tickmayera, kwiecień 2003
9. Nagrany w Djerassi Artist’s Residency Program, Woodside, Kalifornia, jesień 2002
10. Nagrany w Djerassi Artist’s Residency Program, Woodside, Kalifornia, jesień 2002
11. Nagrany w Djerassi Artist’s Residency Program, Woodside, Kalifornia, jesień 2002
12. Nagrany w Dys Studio, Bellvue, Kolorado, wiosna–lato 2001 i jesień–zima 2002/2003, montaż – styczeń 2003 w Eye in the Sky, Laporte, Kolorado
13. Nagrany w Dys Studio, Bellvue, Kolorado, wiosna–lato 2001 i jesień–zima 2002/2003, montaż – styczeń 2003 w Eye in the Sky, Laporte, Kolorado
14. Nagrany w Dys Studio, Bellvue, Kolorado, wiosna–lato 2001 i jesień–zima 2002/2003, montaż – styczeń 2003 w Eye in the Sky, Laporte, Kolorado
15. Nagrany w Dys Studio, Bellvue, Kolorado, wiosna–lato 2001 i jesień–zima 2002/2003, montaż – styczeń 2003 w Eye in the Sky, Laporte, Kolorado
16. Nagrany w sierpniu 2003
17. Nagrany w Noise Media, Brooklyn, lato 2003
18. Nagrany w Sunrise Studio, Szwajcaria, listopad-grudzień 1978, w Tonstudio Jankowski, Stuttgart, 13 lipca 2000 i w Studio Midi-Pyrenees, 29 czerwca 2003

### Dysk 6
| 1.  | Bob Drake – And the Comedy Bears¹                         | 0:42  |
|     |                                                           |       |
| 2.  | Duck and Cover – The Song of Investment Capital Overseas¹ | 3:42  |
|     |                                                           |       |
| 3.  | John Oswald – Summer/Freedom¹                             | 2:48  |
|     |                                                           |       |
| 4.  | Art Bears – The Riddle¹                                   | 2:21  |
|     |                                                           |       |
| 5.  | Art Bears – First Things First                            | 1:55  |
|     |                                                           |       |
| 6.  | Art Bears – March From the Dance                          | 1:05  |
|     |                                                           |       |
| 7.  | Art Bears – The Hermit                                    | 2:47  |
|     |                                                           |       |
| 8.  | Biota – The Winter Mix                                    | 4:35  |
|     |                                                           |       |
| 9.  | Fred Frith – Wheels                                       | 3:12  |
|     |                                                           |       |
| 10. | Yasushi Utsunomiya – Tokuso-no-kandakara II               | 3:37  |
|     |                                                           |       |
| 11. | Art Bears – Coda to Man and Boy¹                          | 7:17  |
|     |                                                           |       |
|     |                                                           | 34:01 |
|     |                                                           |       |
- Czas 34:06
- ¹ nagrania z niezidentyfikowanego koncertu, być może z Charleville z 16 kwietnia 1979 r

#### Muzycy – utwory 4–7, 11
- Dagmar Krause – wokal
- Fred Frith – gitary, skrzypce, instrumenty klawiszowe, altówka
- Chris Cutler – perkusja, zelektryfikowana perkusja, instrumenty perkusyjne.
- Marc Hollander – instrumenty klawiszowe
- Peter Blegvad – gitara basowa

#### Dodatkowi muzycy
2. Tom Cora – gitara basowa
2. Heiner Goebbels – pianino, syntezator
2. Alfred Harth – saksofon tenorowy
2. George Lewis – puzon
10. Kiyomi Yamada – wokal, skrzypce, nagrania polowe
10. Mariko Ohkubo – shamisen

#### Informacje nagraniowe
1. Nagrany w Studio Midi-Pyrenees, lato 2003
2. Nagrany na koncercie w Brecht Ensemble, Berlin Wschodni, 16 lutego 1984
3. Nagrany w marcu 1999
4. Nagrany na koncercie prawdopodobnie w Charleville, Francja, 16 kwiertnia 1979
5. Nagrany na koncercie prawdopodobnie w Charleville, Francja, 16 kwiertnia 1979
6. Nagrany na koncercie prawdopodobnie w Charleville, Francja, 16 kwiertnia 1979
7. Nagrany na koncercie prawdopodobnie w Charleville, Francja, 16 kwiertnia 1979
8. Nagrany w Dys Studio, Bellvue, Kolorado i zmontowany w październiku 2003 w Eye In The Sky, Laporte, Kolorado
9. nagrany w Tonstudio Jankowski, Stuttgart, 13 lipca 2000
10. Nagrany w Studio Nirvana, sierpień 2001-marzec 2002
11. Nagrany na koncercie w Cantù, Włochy, 30 maja 1979